# 恋愛適齢期
『恋愛適齢期』（原題: Something's Gotta Give）は、2003年12月12日にアメリカで公開、日本では翌年3月27日公開のアメリカ映画。
ナンシー・マイヤーズが脚本、製作、監督を務め、ジャック・ニコルソンとダイアン・キートンが主演、熟年男女の恋愛をテーマにしたロマンチック・コメディ映画作品である。

## あらすじ
音楽業界で活躍する63歳のハリー・サンボーン（ジャック・ニコルソン）は、30歳未満の女性が恋愛対象の結婚経験ゼロの裕福な独身プレイボーイ。現在は、一度の結婚経験のある独身の54歳の人気劇作家エリカ・バリー（ダイアン・キートン）の娘マリン（アマンダ・ピート）と付き合っていた。
そんなある日、ハリーはエリカの所有する海辺の別荘でマリンと過ごすために訪れるのだが、そこで突然の心臓発作に見舞われてしまう。何とか一命は取り留めたものの、医師（キアヌ・リーブス）の指示で、エリカやエリカの妹ゾーイ（フランシス・マクドーマンド）の世話になりながら、療養の為、そのまま別荘にしばらく滞在させられる破目になる。

## キャスト
※括弧内は日本語吹替
- ハリー・サンボーン - ジャック・ニコルソン（勝部演之）

レコード会社の社長。63歳。
- エリカ・ジェーン・バリー - ダイアン・キートン（松岡洋子）

劇作家。離婚歴あり。
- ジュリアン・マーサー - キアヌ・リーブス（山野井仁）

主治医。36歳。
- マリン・バリー - アマンダ・ピート（加藤ゆう子）

エリカの娘。ハリーの恋人。
- ゾーイ・バリー - フランシス・マクドーマンド（藤生聖子）

エリカの妹。
- レオ・ホフマン - ジョン・ファヴロー（桜井敏治）

ハリーの秘書。
- デヴィッド・クライン - ポール・マイケル・グレイザー（有本欽隆）

エリカの夫。
- マルチネス - レイチェル・ティコティン（田村聖子）

医師。
- クリステン - ケイディー・ストリックランド

## 制作
監督ナンシー・マイヤーズが、脚本も手がけるにあたってダイアン・キートンが演じることを前提に、ハリーというキャラクターもジャック・ニコルソンを意識して書いたといわれている。
原題は、1954年のジョージア州の作詞・作曲家ジョニー・マーサーの作品「Something's Gotta Give」より借りている。ジョニー・マーサーにちなんで、キアヌ・リーブス演じる医師の名はジュリアン・マーサーとなっている。なお、マリリン・モンローの死の直前（1962年）に撮影された未完成映画のタイトルは『Something's Got to Give』で、本作品のタイトルと全く同じではないが同じ意。
アメリカにおける映画宣伝用ポスターではジャック・ニコルソンとダイアン・キートンの二人の姿だけのポスターであったが、日本国内公開時にはキアヌ・リーブスの姿も入ったポスターが用いられ観客動員力向上が試みられた。

## 音楽
サウンドトラックは2003年12月16日にコロムビア・レコードから発売された。

### トラックリスト
1. La Vie en Rose - ルイ・アームストロング
2. I've Got a Crush on You - スティーヴ・タイレル
3. I Only Have Eyes for You - The Flamingos
4. So Nice (Summer Samba) - アストラッド・ジルベルト
5. Remember Me - ヘイター・ペレイラ
6. Samba de mon cœur qui bat - コラリー・クレモン
7. Que reste-t-il de nos amours - シャルル・トレネ
8. Assedic - Les Escrocs
9. Je Cherche un Homme - アーサ・キット
10. C'est si bon - Eartha Kitt
11. Brazil - ジャンゴ・ラインハルト
12. Sweet Lorraine - ステファン・グラッペリ, Ilsa Eckinger, アイク・アイザックス and Diz Disley
13. Love Makes the World Go 'Round - Deon Jackson
14. La Vie en Rose - ジャック・ニコルソン

出典：